# Гуманитарные науки
Гуманита́рные нау́ки (от humanus — человеческий, homo — человек) — науки, специализирующиеся на человеке и его жизнедеятельности в обществе.

## История возникновения
Гуманитарные науки зародились в эпоху Средневековья и существовали в рамках Семи свободных искусств. Первый их список встречается в труде Исидора Севильского «Этимологии». Однако полного тождества между свободными искусствами и гуманитарным знанием не было, так как свободные искусства включали в себя арифметику, геометрию, а также астрономию. Гуманитарное знание было тесно связано со схоластикой, что сохранилось в английском обозначении ученого-гуманитария как scholar (а не scientist). Основным методом гуманитарного знания была работа с текстами, их комментирование и истолкование.
В отличие от естественных наук, где преобладают субъект-объектные отношения, в гуманитарных науках речь идёт преимущественно о субъект-субъектных отношениях (в связи с чем постулируется необходимость интерсубъективных отношений, диалога, общения с другим).
- На основе классификации наук Фрэнсиса Бэкона, французский просветитель Д’Аламбер первым объединил логику, историю, юридическую, экономическую и политическую науки, литературу и искусство в науку о человеке, положив начало современному понятию «гуманитарные науки».
- После объединения наук Д’Аламбером французские школы, в особенности частные, начали реформирование в системе, разделяя гуманитарные и технические науки, известно, в начале XIX века вводились тесты на определения склонностей детей либо к гуманитарным, либо к техническим наукам, после этого составляя расписания определённым группам, однако такая практика проводилась недолго.
- Гуманитарные науки начинают складываться в институализированные (университетские) дисциплины только в XIX веке. В это время комплекс т. н. гуманитарных дисциплин объединяется под названием «науки о духе»[англ.]. Впервые понятие «науки о духе» встречается в переводе Шиля «Система логики» Дж. Ст. Милля (перевод выражения «moral science»), но некоторые немецкие исследователи считают, что формирование этого понятия началось ещё до перевода Шиля. Широкое употребление понятие «науки о духе» приобретает благодаря работе В. Дильтея «Введение в науки о духе» («Einleitung in die Geisteswissenschaften», 1883), в которой проводится обоснование методологических принципов «наук о духе»[1]. Дильтей в своих работах рассматривает ряд вопросов, лежащих в основании «наук о духе» (например, историчность этих наук, их языковая природа, а также проблемы переживания и понимания). В самом начале «Введения в науки о духе» он отмечал, что если до начала XVIII в. над науками об обществе и истории преобладала метафизика, то уже с середины этого же столетия они попали в столь же безысходное подчинение к естественным наукам[2].

Можно также отметить трансформацию традиционного разделения наук, ведущего свою историю от Аристотеля по линии Кант — Коген — Бахтин. А именно — разделение логического, этического, эстетического и совершенно особым образом религиозного опыта ответственности.
1. В логике рассматриваются причинно-следственные отношения объективного в смысле естественно-научной рациональности, в этом отношении мир рассматривается с позиции субъекта, который опредмечивает и упорядочивает объекты мира сущего. В некотором роде, это определённый масштаб отношения к миру явлений как к всеобщей и абсолютной субстанции.
2. В этике отношение к другому как к самому себе, в этой области формулируются значимые нравственные максимы и ссылки на авторитет.
3. В эстетике речь идёт об отношении автора и героя, зрителя и произведения. В этом отношении всегда сталкиваются два не совпадающих друг с другом сознания, где одно завершает другое во всех трансгредиентных (фон, образ, художественное оформление и пр.) ему моментах.
4. Область религии коррелирует с этическим, но выходит за пределы этого разделения, поскольку речь идёт об общении с Богом (в том числе чтение религиозной литературы, форма этого общения и пр.).

Здесь мы в первую очередь имеем дело с когеновской идеей заданности исследования выбранным способом и отношением к описанию или же, говоря словами Г. Когена, «методология подхода конституирует предмет исследования».

## Этимология
Фразеологизм «гуманитарные науки» происходит от латинского выражения эпохи Возрождения studia humanitatis, что переводится как изучение человечества. Эта фраза использовалась для обозначения изучения классической литературы и языка, которое рассматривалось как важный аспект утонченного образования в эпоху Возрождения. В начале 15 века studia humanitatis представляла собой курс обучения, который состоял из грамматики, поэзии, риторики, истории и моральной философии, в основном основанный на изучении латинской и греческой классики.

## Различие гуманитарных и общественных наук
Гуманитарные и общественные науки имеют много общего, поэтому они часто идут в одном разделе. Нередко бывает путаница: так история, юриспруденция, лингвистика, политология, культурология относятся то к гуманитарным, то к общественным наукам. Равным образом социология мыслится то в рамках социального знания, то в рамках гуманитарного. Существуют примеры того, как в Политехническом институте Факультет общественных наук с завершением советского периода (1990) мог быть переименован в Гуманитарный факультет.
В английском языке существует различие между гуманитарными (humanities) и общественными науками (social science).

## Предмет и метод
В статье «Время картины мира» Мартина Хайдеггера в гуманитарных науках критика источников (их обнаружение, выборка, проверка, использование, сохранение и истолкование) соответствует экспериментальному исследованию природы в науках естественных.
М. М. Бахтин в работе «К философским основам гуманитарных наук» пишет, что: «Предмет гуманитарных наук — выразительное и говорящее бытие. Это бытие никогда не совпадает с самим собой и потому неисчерпаемо в своём смысле и значении», но основная задача гуманитарного исследования, по его мнению, заключается в проблеме понимания речи и текста как объективаций производящей культуры. В гуманитарных науках понимание проходит через текст — через вопрошание к тексту, чтобы услышать то, что может только, сказаться: намерения, основания, причины цели, замыслы автора. Это понимание смысла высказывания движется в модусе анализа речи или текста, событие жизни которого, «то есть его подлинная сущность, всегда развивается на рубеже двух сознаний, двух субъектов» (это встреча двух авторов).
Таким образом, первичной данностью всех дисциплин гуманитарных наук является речь и текст, а основным методом становится реконструкция смысла и герменевтическое исследование.
 Ключевая проблема гуманитарных наук — проблема понимания.
М. Н. Эпштейн в своих книгах по теории гуманитарных наук характеризует их как саморефлективные: в них сам субъект познания — человек и человечество — становится предметом изучения. «Парадокс самореференции стоит в центре гуманитарных наук, определяя сложное соотношение их гуманитарности и научности. Гуманитарные науки изучают самого изучающего, именуют именующего…» Поэтому в гуманитарных науках «человековедение неотделимо от человекотворчества. Субъект человековедения потому и не может быть полностью объективирован, что находится в процессе становления, и каждый акт самоописания есть и событие его самопостроения. В гуманистике человек не только открывает нечто в мире субъектов, но и производит в ходе самопознания собственную субъективность». Михаил Наумович Эпштейн: От знания — к творчеству. Как гуманитарные науки могут изменять мир., М. — СПб.: Центр гуманитарных инициатив, 2016..
Как отмечает Н. И. Басовская: «Гуманитарные науки отличаются интересом и вниманием к человеку, его деятельности, и в первую очередь — деятельности духовной».
По Г. Ч. Гусейнову — «Гуманитарий занят научным изучением результатов художественной деятельности человека».

## Науки или дисциплины?
К. О. Апель в работе «Трансформация философии» (1973) пишет следующее: «Эти дисциплины, например, разновидности филологии, просто-напросто не входят в теорию науки неопозитивизма — обстоятельство, которое, конечно, может быть связано и с тем, что в англоязычных странах „humanities“ — „гуманитарные дисциплины“ — всё ещё понимаются из донаучного горизонта гуманистических „artes“ — „искусств“, в частности, риторики и критики литературы, тогда как понятие „science“ — „науки“ — продолжает ориентироваться на идеал естественно-научного метода.
Само собой разумеющаяся предпосылка законосообразного (причинного или по меньшей мере статистического) „объяснения“ объективных процессов как единственная мыслимая цель научного познания господствует в неопозитивистской теории науки даже там, где она явным образом обращается к возможности „понимания“ человеческого образа действий».

## Гуманитарные науки и гуманитарные технологии
Цель гуманистики — самосознание и самотрансформация человека, причём не только индивидуума, но и всего человечества. Технологии шагнули очень далеко вперёд. Гуманитарные науки, не ограничиваясь чисто исследовательским подходом, призваны изменять то, что они изучают. Отсюда один из самых острых методологических вопросов: о практическом, конструктивном потенциале гуманитарных наук, об их воздействии на сознание общества, на этику, на культуру, литературу, искусство, язык. Если естественные науки преобразуют природу посредством техники, а социальные науки преобразуют общество посредством политики, то гуманитарные науки ещё только находятся в процессе разработки методов своего практического воздействия на культуру.